# النصابين الخمسة (فلم)
النصابين الخمسة فيلم للسينما السورية انتج عام 1974 سوريا م من إخراج: نجدي حافظ ومن بطولة نور الشريف.

## تمثيل
- نور الشريف
- محمود جبر
- بوسي
- رفيق السبيعي
- ناهد شريف
- نجاح حفيظ.
- ياسين بقوش

## قصيدة
خمــس تصابة والسادس انتظار """ كبير السن فيهم سيارة وقـار.
ضحية صدق الجمع صغيرهم شفار.""" والكبير معه في وسط الــدار.
فيهم الشهيد والمشهود جلسة خمار """ اكتشاف بعد فوات الآوان أضرار
لهم حيل لا تخطر ببال شيطان نار""" تفنن في الحلف ونــقل الأخبـار..
الكل يصطاد الفريسة كالذئاب انتظار""" يختفون كالخفافيش وسط الأشجار

## وصلات خارجية
- مقالات تستعمل روابط فنية بلا صلة مع ويكي بيانات